# Beautiful Chaser
「Beautiful Chaser」（ビューティフル・チェイサー）は、超特急 feat.マーティー・フリードマン名義でリリースされた超特急の10枚目のシングル。2015年9月9日にSDRから発売された。

## 概要
前作「スターダスト LOVE TRAIN/バッタマン」以来約3か月ぶりとなる2015年第2弾シングル。
タイトル曲の「Beautiful Chaser」は、世界的ギタリストであるマーティー・フリードマンとのコラボ楽曲であることから、曲の名義も超特急 feat.マーティー・フリードマンとしてクレジットされている。また、楽曲のイメージにおいてもタイアップ先であるドラマ「探偵の探偵」の世界観に合わせ、これまでにないダークな印象を漂わせるものとなった。ミュージックビデオでは、「七つの大罪」をテーマに各メンバーを当てはめ、一切笑わないパフォーマンスが前面に強調された。それに対しジャケット写真のコンセプトは「悪を見つめる追跡者」と、ミュージックビデオとは対照的なものとなっている。
その一方、カップリング曲の「HOPE STEP JUMP」は、全メンバーが主演を務める映画「サイドライン」の主題歌。この楽曲において特徴的なのは、これまでライブなどでファンが自発的に行っていたコールを始めて超特急サイドが公募によって事前に考案した点であり、選考の末決定したコールは「みんなのエールがレールに変わる!超特急公式コール大録音会」と称したイベントで、計4000人の8号車=ファンによるコールレコーディングが行われた。
今作ではそれぞれカップリング曲の一部が異なる『通常盤A・B』のほか、上記のミュージックビデオを収録したBlu-rayとセットの『初回完全限定盤A・B』、2015年夏のツアー「BULLET TRAIN ONEMAN SHOW SUMMER LIVE HOUSE TOUR 2015 ～fanfare to you.～」のライブチケット購入者のみ入手可能な『ツアー盤』の5形態で発売され、オリコンウィークリーチャート2位にランクイン。自己最高記録を更新した。

## 収録曲
初回限定盤A・通常盤A
1. Beautiful Chaser [4:57]
作詞：jam / 作曲・編曲：山崎燿 / Guitar：マーティー・フリードマン
2. HOPE STEP JUMP [4:25]
作詞：PA-NON　/　作曲・編曲：Alan de Boo
3. fanfare [4:28]
作詞：喜介 / 作曲・編曲：渡辺拓也

初回限定盤B・通常盤B
1. Beautiful Chaser
2. HOPE STEP JUMP
3. One/O Signal [3:20]
作詞・作曲・編曲：近藤圭一

ツアー盤
1. Beautiful Chaser

初回限定盤Blu-ray
Beautiful Chaser [MUSIC VIDEO]
- 監督：大喜多正毅

## タイアップ
| 曲名             | タイアップ                       |
| ---------------- | -------------------------------- |
| Beautiful Chaser | フジテレビ系『探偵の探偵』主題歌 |
| HOPE STEP JUMP   | 映画『サイドライン』主題歌       |